# Зигль, Хорст
Хорст Зигль (нем. Horst Siegl; 15 февраля 1969, Абертами, ЧССР) — чехословацкий и чешский футболист, нападающий. Принадлежит к немецкому меньшинству, проживающему на территории Чехии. Зиглю принадлежит рекорд по числу забитых мячей в Гамбринус лиге (121 гол в 277 играх).
С 2006 по 2008 годы являлся помощником тренера в пражской «Спарте».
Выступал за сборную Чехословакии и Чехии, всего за сборные провёл 23 матча и забил 7 мячей.

## Статистика выступлений за сборную
| Матчи Хорста Зигля за сборную Чехословакии | Матчи Хорста Зигля за сборную Чехословакии | Матчи Хорста Зигля за сборную Чехословакии | Матчи Хорста Зигля за сборную Чехословакии | Матчи Хорста Зигля за сборную Чехословакии | Матчи Хорста Зигля за сборную Чехословакии | Матчи Хорста Зигля за сборную Чехословакии |
| ------------------------------------------ | ------------------------------------------ | ------------------------------------------ | ------------------------------------------ | ------------------------------------------ | ------------------------------------------ | ------------------------------------------ |
| №                                          | Дата                                       | Оппонент                                   | Счёт                                       | Голы                                       | Соревнование                               |                                            |
| 1                                          | 25 марта 1992                              | Англия                                     | 2 : 2                                      | -                                          | Товарищеский матч                          |                                            |
| 2                                          | 22 апреля 1992                             | Германия                                   | 1 : 1                                      | -                                          | Товарищеский матч                          |                                            |
| 3                                          | 27 мая 1992                                | Польша                                     | 0 : 1                                      | -                                          | Товарищеский матч                          |                                            |
| 3                                          | 14 ноября 1992                             | Румыния                                    | 1 : 1                                      | -                                          | Отборочный матч ЧМ 1994                    |                                            |

| Матчи Хорста Зигля за сборную Чехии | Матчи Хорста Зигля за сборную Чехии | Матчи Хорста Зигля за сборную Чехии | Матчи Хорста Зигля за сборную Чехии | Матчи Хорста Зигля за сборную Чехии | Матчи Хорста Зигля за сборную Чехии | Матчи Хорста Зигля за сборную Чехии |
| ----------------------------------- | ----------------------------------- | ----------------------------------- | ----------------------------------- | ----------------------------------- | ----------------------------------- | ----------------------------------- |
| №                                   | Дата                                | Оппонент                            | Счёт                                | Голы                                | Соревнование                        |                                     |
| 1                                   | 23 февраля 1994                     | Турция                              | 4 : 1                               | 2                                   | Товарищеский матч                   |                                     |
| 2                                   | 20 апреля 1994                      | Швейцария                           | 0 : 3                               | -                                   | Товарищеский матч                   |                                     |
| 3                                   | 25 мая 1994                         | Литва                               | 5 : 3                               | -                                   | Товарищеский матч                   |                                     |
| 4                                   | 17 августа 1994                     | Франция                             | 2 : 2                               | -                                   | Товарищеский матч                   |                                     |
| 5                                   | 6 сентября 1994                     | Мальта                              | 6 : 1                               | 3                                   | Отборочный матч ЧЕ 1996             |                                     |
| 6                                   | 16 ноября 1994                      | Нидерланды                          | 0 : 0                               | -                                   | Отборочный матч ЧЕ 1996             |                                     |
| 7                                   | 8 марта 1995                        | Финляндия                           | 4 : 1                               | -                                   | Товарищеский матч                   |                                     |
| 8                                   | 29 марта 1995                       | Беларусь                            | 4 : 2                               | -                                   | Отборочный матч ЧЕ 1996             |                                     |
| 9                                   | 26 апреля 1995                      | Нидерланды                          | 3 : 1                               | -                                   | Отборочный матч ЧЕ 1996             |                                     |
| 10                                  | 8 мая 1995                          | Словакия                            | 1 : 1                               | -                                   | Товарищеский матч                   |                                     |
| 11                                  | 12 марта 1997                       | Польша                              | 2 : 1                               | -                                   | Товарищеский матч                   |                                     |
| 12                                  | 2 апреля 1997                       | Югославия                           | 1 : 2                               | -                                   | Отборочный матч ЧМ 1998             |                                     |
| 13                                  | 8 июня 1997                         | Испания                             | 0 : 1                               | -                                   | Отборочный матч ЧМ 1998             |                                     |
| 14                                  | 11 октября 1997                     | Словакия                            | 3 : 0                               | 1                                   | Отборочный матч ЧМ 1998             |                                     |
| 15                                  | 15 декабря 1997                     | Уругвай                             | 1 : 2                               | 1                                   | КК 1997. Групповая стадия           |                                     |
| 16                                  | 17 декабря 1997                     | ОАЭ                                 | 6 : 1                               | -                                   | КК 1997. Групповая стадия           |                                     |
| 17                                  | 21 мая 1998                         | Парагвай                            | 1 : 0                               | -                                   | Товарищеский турнир                 |                                     |
| 18                                  | 24 мая 1998                         | Япония                              | 0 : 0                               | -                                   | Товарищеский турнир                 |                                     |
| 19                                  | 27 мая 1998                         | Республика Корея                    | 2 : 2                               | -                                   | Товарищеский матч                   |                                     |